# Tomas de Berlanga
Fray Tomás de Berlanga (1487-18 août 1551), né à Berlanga de Duero dans la province de Soria en Espagne, fut le quatrième évêque de Panama et le découvreur des îles Galápagos.
En 1535, alors qu'il naviguait vers le Pérou pour régler une dispute entre Francisco Pizarro et ses lieutenants après la conquête de l'Empire inca, le vent tomba et son navire fut entraîné par les courants sur l'archipel alors inconnu des îles Galápagos, qu'il découvrit le 10 mars 1535.  Il envoya alors un récit de cette découverte à Charles Quint, roi d'Espagne.